# Les Bessons
Les Bessons är en kommun i departementet Lozère i regionen Occitanien i södra Frankrike. Kommunen ligger i kantonen Saint-Chély-d'Apcher som tillhör arrondissementet Mende. År 2022 hade Les Bessons 424 invånare.

## Befolkningsutveckling
Antalet invånare i kommunen Les Bessons
| Referens: INSEE |